# Битицкое городище
Би́тицкое городи́ще (укр. Битицьке городище) — археологический памятник, расположенный восточнее села Битица Сумской области, неподалёку от устья одноимённой речки. Занимает покрытый лесом мыс правого берега Псла, образованный долиной реки и впадающими в неё оврагами и балками. Первые фортификации сооружены в раннем железном веке, вторично использованы и частично перестроены в раннем Средневековье.

## История исследования
Первое обследование городища провёл в 1910 году Г. П. Сосновский. В 1948 году И. И. Ляпушкин собрал здесь керамику, заметно отличающуюся от материалов других поселений региона.
Всего на внутреннем пространстве городища (площадью 5,6 га) раскопано 70 наземных и углублённых построек, ещё 108 зафиксировано электромагнитной разведкой.

## Описание и хронология
Во время исследований городища найдены отдельные фрагменты сосудов бронзового века, материалы скифо-сарматского времени и раннего Средневековья. Часть обнаруженной керамики отнесена к лесостепной скифоидной культуре и датирована не позднее IV—III веков до н. э. Значительная часть находок датируется I веком до н. э. — I веком н. э. (позднескифская археологическая культура). Одно из захоронений на площадке городища определено как позднесарматское I—II веков. Также здесь встречены колочинские материалы.
Все исследованные жилые и хозяйственные объекты отнесены к волынцевскому горизонту, датированному серединой VIII — началом IX века. Помимо землянок славянского типа, здесь встречаются юртообразные жилища, связанные с алано-болгарским населением и салтово-маяцкой культурой. Некоторые исследователи считают Битицкое городище одним из центров славянского населения Хазарского каганата, где стоял военный гарнизон хазарского наместника. В пользу такого предположения свидетельствуют находки оружия: сабли салтовского типа (палаши), кистени, булавы, наконечники копий и стрел, боевые топоры, конская сбруя.
Предположительно, Битицкое городище являлось одним из центров производства круговой керамики волынцевского типа. По масштабу своего влияния Битицкое городище сопоставляется с Киевом. В VIII веке Битицкое городище заняло в Среднем Поднепровье место потестарно-экономической «столицы», такое же, которое Пастырское городище занимало среди памятников пеньковской культуры на рубеже VII—VIII веков. 
Не позднее первой четверти IX века Битицкое городище было разрушено в ходе внешней агрессии, свидетельством чему служат следы пожара на всей площади памятника и незахороненные останки погибших, найденные в жилищах. Выдвигаются различные гипотезы о причинах разгрома: «гражданская война», вызванная принятием иудаизма хазарским беком; восстание местного населения, изгнавшего «иноплеменную верхушку»; нападение мадьяр или руси. Последняя версия подкрепляется находками наконечников стрел «гнёздовского» типа и топора с щекавицами, однако А. С. Щавелёв и А. А. Фетисов указывают на кочевническое происхождение найденных стрел. Проникновение руси в IX веке на территории, подчинённые Хазарскому каганату, археологическими данными не подтверждается.